# Pianoro
Pianoro (en dialecte bolonyès: Pianôr) és una ciutat i comune (municipi) de la Ciutat metropolitana de Bolonya (antiga província de Bolonya), a la regió italiana d'Emília-Romanya, a les muntanyes dels Apenins, a 200 msnm.
L'1 de gener de 2018 tenia 17.503 habitants.
L'autopista SS 65 connecta la població amb Bolonya i Florència a través dels Apenins. Pianoro té una estació de tren amb connexions a Florència i Bolonya.

## Història
Segons la llegenda, el rei etrusc Ocno (també conegut com a Bianor, fundador mític de Felsina i altres ciutats) va viure a la zona. Hi ha proves d'assentaments celtes i etruscs al jaciment arqueològic de Monte Bibele. La presència romana a la zona es veu en els noms de pobles, com Sesto.
Bonifaci de Canossa, senyor feudal de Pianoro durant el segle xi, solia viure al castell de Pianoro, posteriorment derrocat pels habitants de Bolonya que van acusar la gent de Pianoro de conspiració.
Durant la Segona Guerra Mundial, la ciutat va ser fortament bombardejada per les forces anglo-americanes. La línia gòtica era molt propera i, l'octubre de 1944, hi va haver una gran batalla (a Livergnano) entre forces alemanyes, nord-americanes i partisans locals, amb milers de baixes. Els enginyers de camins van informar que el 98,5% de la població va ser destruïda durant la batalla. Molts soldats alemanys estan enterrats al "Cementiri militar i Memorial de guerra" alemany en el pas de Futa, a pocs quilòmetres al sud de la ciutat en direcció a Florència.
La ciutat va ser reconstruïda 3 km al nord de l'antiga ubicació, cap a Bolonya. El nou poble es diu Pianoro Nuovo (Pianoro Nou) i les restes de l'antic es diuen Pianoro Vecchio (Pianoro Vell).

## Economia
Les indústries locals són bàsicament del sectors de l'enginyeria mecànica (Marchesini Group i MG2) i químic (Sayerlack S.r.l.).

## Paisatge i turisme
El parc Gessi Bolognesi e Calanchi dell'Abbadessa, compartit amb San Lazzaro di Savena, conté una zona de relleu càrstic amb dolines, erms i penya-segats. Hi ha molts camins utilitzats per caminants i excursionistes.